# فاطمه مروان
فاطمه مروان (یا فاطمه مارونه) (عربی: فاطمة مروان) پزشک، مدیر اجرایی و سیاست‌مدار مراکشی متولد ۱۹۵۲ (۱۳۳۱خ) است. او از سال ۲۰۰۲ تا ۲۰۰۵ (۱۳۸۱ تا ۱۳۸۴) ریاست بخش غدد و بیماری‌های متابولیک در بیمارستان دانشگاهی ابن‌رشد در کازابلانکا را بر عهده داشت. در سال‌های بعد، فاطمه در دولت نخست‌وزیر عبدالاله بن‌کیران، از اکتبر ۲۰۱۳ تا آوریل ۲۰۱۷ (مهر ۱۳۹۲ تا اردیبهشت ۱۳۹۶) به عنوان وزیر صنایع‌دستی و اقتصاد اجتماعی و عضو حزب «التجمع الوطني للأحرار» (انگلیسی:National Rally of Independents) (فارسی: مجمع ملی آزادگان) فعالیت کرد.

## زندگی‌نامه
فاطمه مروان در ۱۹۵۲ در بن‌سلیمان، در شرق کازابلانکا متولد شد. او در دانشگاه لیون پزشکی خواند و بعدها استاد و پژوهش‌گر در دانشکده پزشکی و داروسازی دانشگاه کازابلانکا شد. مروان در زمینه غدد درون‌ریز و اختلالات تغذیه‌ای تخصص دارد و ریاست بخش غدد درون‌ریز، دیابت و تغذیه در بیمارستان ابن رشد کازابلانکا را بر عهده داشت. او عضو کمیسیون مبارزه با دیابت در مراکش استو هم‌چنین ریاست «انجمن مراکشی غدد درون‌ریز، دیابت و تغذیه» (Smedian) را بر عهده داشته است. فاطمه در چندین نشریه علمی نیز نویسنده یا عضو تحریریه بوده است. 
در عرصه سیاست، فاطمه مروان به‌عنوان عضو حزب مجمع ملی آزادگان در تدوین برنامه‌های بهداشت و آموزش مشارکت داشت. از اکتبر ۲۰۱۳ تا آوریل ۲۰۱۷، او به‌عنوان وزیر صنایع‌دستی و اقتصاد اجتماعی و همبستگی خدمت کرد.
مروان همچنین عضو هیئت‌مدیره انجمن شهرهای خواهرخوانده کازابلانکا-شیکاگو است. او به سه زبان عربی، فرانسوی و انگلیسی مسلط است. علاوه بر این، به‌عنوان عضو هیئت علمی Destination Santé S.A.S فعالیت داشته و با کلینیک قلب کالیفرنیای کازابلانکا همکاری کرده است.
فاطمه ازدواج کرده و دو فرزند دارد. 